# Estadio Bursa Atatürk
El estadio Bursa Atatürk (en turco: Bursa Atatürk Stadyumu) fue un estadio de usos múltiples ubicado en la ciudad de Bursa, Turquía. Se utilizaba sobre todo para los partidos de fútbol y era el estadio donde hacía las veces de local el Bursaspor. El estadio tenía capacidad para 25 213 espectadores y fue construido en 1979. Un estadio ha existido en este sitio desde 1930, cuando un equipo de fútbol amateur, construyó allí un estadio con capacidad para 300 espectadores.
Se le ha dado una extensa renovación después de que el Bursaspor ganase la Superliga de Turquía, ya que este campeonato le daba el derecho a participar en la Liga de Campeones de la UEFA 2010/11. La capacidad, la cual fue originalmente de 18 517 espectadores, aumentó a 25 213, así como mejoras exteriores que tienen lugar. El estadio fue demolido en el 2017.